# Système de sécurité incendie
 (janvier 2019).
Sa qualité peut être largement améliorée en utilisant un vocabulaire plus directement compréhensible.
Pour les articles homonymes, voir SSI.
Un système de sécurité incendie est un équipement de détection et de mise en sécurité d'un établissement dès l'apparition d'un signe de feu. Il a pour but premier d'assurer la sécurité et l'évacuation des personnes, puis de faciliter l’intervention des pompiers et enfin de limiter la propagation du feu. L'appareil détecte, et provoque plusieurs actions de sécurité, classées en quatre familles de fonctions : compartimentage, désenfumage, arrêt technique et évacuation.  
Il se décline en cinq catégories par ordre de sévérité (A, B, C, D, E). La catégorie A, la plus sévère, se trouve ainsi dans tous les établissements disposant de locaux à sommeil.
Dans un établissement recevant du public (ERP), un établissement recevant des travailleurs (ERT) ou dans les immeubles de grande hauteur, le système de sécurité incendie est l'un des moyens de secours qui peut être imposé soit par le règlement de sécurité, soit par la commission de sécurité.  
Un tel système doit présenter trois qualités : fiabilité, crédibilité, rapidité. Pour ces raisons, il fait l'objet de tests quotidiens et de vérifications annuelles par des organismes certifiés. 

## Système de détection incendie
Le système de détection incendie a pour fonction de détecter les signes du feu, de façon automatique ou manuelle.   
Il se compose de :  
- détecteurs automatiques d’incendie : boîtiers de forme ronde, situés au plafond, sensibles aux effets induits par le feu (fumée, chaleur, rayonnement).
- déclencheurs manuels : boîtiers de forme carrée de couleur rouge, situés en général dans les circulations, près des sorties, actionnés par une personne témoin d'un feu.
- tableau de signalisation : situé, en général, au niveau du PC sécurité. Il permet à l'utilisateur de situer le sinistre dans le bâtiment grâce à un adressage des détecteurs de fumée auquel est lié un texte indiquant son emplacement. (Par exemple:" DI R+1 Aile SUD local ménage")
- indicateurs d'action : appareils optionnels et de forme variable, dotés d'une diode rouge. Ils sont situés à l'extérieur et au-dessus des portes des locaux. La diode est activée en cas de détection dans le local correspondant.

### Système de mise en sécurité incendie
Ensemble des équipements nécessaires à la mise en sécurité du bâtiment en cas d'incendie à travers quatre fonctions principales :
- la fonction d'alerte générale ;
- la fonction de compartimentage ;
- la fonction de désenfumage ;
- la fonction d'arrêt technique ;
- la fonction d'évacuation ;
- la fonction d'intervention de secours public.

La fonction de compartimentage a pour but de limiter la propagation du feu et des fumées en fermant les portes coupe-feu et les clapets coupe-feu dans des conduits. assurant l'arrêt de circulation des courants d'aires naturels et mécanique. La fonction désenfumage a pour but d'évacuer les fumées toxiques, chaudes, brûlantes, opaques, inflammables mettant en surpressions les voies d'évacuations 
La fonction d'arrêt technique a pour but de limiter la propagation du feu en arrêtant certaines installations comme la centrale de climatisation, et/ou d'empêcher les ascenseurs de s'arrêter au niveau sinistré. La fonction d'évacuation a pour but d'assurer la sécurité des personnes en déverrouillant les issues de secours, et en déclenchant l'alarme générale d'évacuation.

## Utilisateur
L'utilisateur de cet appareil, pour des raisons de sécurité du Public et des travailleurs dans le bâtiment, doit répondre à trois critères : il est formé à l'utilisation de l'appareil, il est informé des risques liés à la mauvaise utilisation de l'appareil et des mesures de prévention nécessaires, et il est autorisé par le chef d'établissement à utiliser l'appareil.
Il appartient au chef d'établissement de s'assurer que ces critères soient respectés. 
Les utilisateurs ont des niveaux d'accès.  
- Niveau 1 : permet de provoquer l'évacuation.
- Niveau 2 : permet d'empêcher l'évacuation (l'utilisateur est formé et informé des risques).
- Niveau 3 : Techniciens habilités à la maintenance.
- Niveau 4 : Techniciens habilités par le constructeur.

## Normes

### Norme Européenne
EN 54 : Système de détection et d'alarme

### Norme Française
NF S 61-930 : système concourant à la sécurité contre les risques d’incendie
NF S 61-931 : SSI – dispositions générales
NF S 61-932 : SSI – règles d’installation
NF S 61-933 : SSI – règles d’exploitation et de maintenance
NF S 61-934 : SSI – centralisateur de mise en sécurité incendie (C.M.S.I.)
NF S 61-935 : SSI – unité de signalisation (U.S.)
NF S 61-936 : SSI – équipements d’alarme (E.A.)
NF S 61-937 : SSI – dispositifs actionnés de sécurité (D.A.S.)
NF S 61-938 : SSI – dispositifs de commande manuelle (D.C.M.) – dispositifs de commandes manuelles
                             regroupées (D.C.M.R.) – dispositifs de commande avec signalisation (D.C.S.) –
                             dispositifs adaptateurs de commande (D.A.C.)
NF S 61-939 : SSI – alimentations pneumatiques de sécurité (A.P.S.)
NF S 61-940 : SSI – alimentations électriques de sécurité (A.E.S.)
FD S 61-949 : SSI – commentaires et interprétations des normes NF S 61-931 à NF S 61-940
Les schémas-blocs des 5 catégories de SSI (annexe A – normative – de  la NF S 61-931) et guide d’orientation dans le choix du SSI (annexe B – informative- de la NF S 61-931) 

## Technique

### Centralisateur de mise en sécurité incendie
Le centralisateur de mise en sécurité incendie (CMSI) permet d’analyser et de gérer la mise en sécurité incendie grâce à l'envoi d'ordres automatiques ou manuels électriques aux dispositifs actionnés de sécurité (DAS). Il est composé de quatre parties :
- l'unité de gestion des alarmes (UGA),
- l'unité de gestion centralisée des issues de secours (UGCIS ou UGIS),
- l'unité de signalisation (US),
- l'unité de commande manuelle centralisée (UCMC).

### Dispositif de Commande de Terminaux
Le Dispositif de Commande de Terminaux est constitué de :
- Diffuseurs Sonores Autonomes (avec batterie) ou Non Autonome NF S 61-936, NF S 32-001 et NF EN 54-3,
- Blocs Autonomes d'Alarme Sonore (BAAS) NF C 48-150 et NF S 32-001,
- Diffuseurs d'Alarme Générale Sélective (AGS) NF S 61-936,

### Dispositif Actionné de Sécurité
Les différents Dispositifs Actionnés de Sécurité, commandés par le CMSI sont :
- Les clapets coupe-feu (CCF) , portes coupe-feu (PCF), le rideau irrigué.

Ils remplissent la fonction compartimentage. Leur but est d'éviter ou de limiter la propagation d'un incendie.
- Le trio coffret de relayage + volets de désenfumage/ouvrant de façade + moteur de désenfumage. Ils remplissent la fonction  de désenfumage. À noter que les ouvrants de désenfumage (OD) ne sont pas des DAS car ils ne sont ni reliés, ni commandés par les CMSI. Ils ne sont ouverts que manuellement et localement, exclusivement sur ordre des Sapeurs-Pompiers.

### Dispositif Adaptateur de Commande
Le dispositif adaptateur de commande ou DAC sert à exploiter un DAS.
Ex: les électro-aimants (communément appelés ventouses) qui servent à garder une porte coupe-feu automatique ouverte sont des DAC.

### Alimentation Électrique de Sécurité
L'alimentation électrique de sécurité a pour but d'assurer le fonctionnement du SSI en cas de coupure de courante électrique. Une AES est connecté au SDI et a une autonomie minimale de 12 heures en veille + 5 minutes sous alarme ; une AES est également connectée au CMSI et a une autonomie minimale de 12 heures en veille + 1 heure sous alarme.